# Canton de Gujan-Mestras
Le canton de Gujan-Mestras est une circonscription électorale française du département de la Gironde créée par le décret du 20 février 2014. Elle tient lieu de circonscription d'élection des conseillers départementaux et entre en vigueur lors des élections départementales de 2015.

## Histoire
Un nouveau découpage territorial de la Gironde (département) entre en vigueur à l'occasion des premières élections départementales suivant le décret du 20 février 2014. Les conseillers départementaux sont, à compter de ces élections, élus au scrutin majoritaire binominal mixte. Les électeurs de chaque canton élisent au Conseil départemental, nouvelle appellation du Conseil général, deux membres de sexe différent, qui se présentent en binôme de candidats. Les conseillers départementaux sont élus pour 6 ans au scrutin binominal majoritaire à deux tours, l'accès au second tour nécessitant 12,5 % des inscrits au 1er tour. En outre la totalité des conseillers départementaux est renouvelée. Ce nouveau mode de scrutin nécessite un redécoupage des cantons dont le nombre est divisé par deux avec arrondi à l'unité impaire supérieure si ce nombre n'est pas entier impair, assorti de conditions de seuils minimaux. Dans la Gironde, le nombre de cantons passe ainsi de 63 à 33.
Le nouveau canton de Gujan-Mestras est formé de communes des anciens cantons de La Teste-de-Buch (2 communes) et d'Audenge (2 communes). Il est entièrement inclus dans l'arrondissement de Arcachon. Le bureau centralisateur est situé à Gujan-Mestras.

## Représentation
| Période élective | Période élective | Mandat | Mandat   | Identité         | Nuance | Nuance | Qualité |
| ---------------- | ---------------- | ------ | -------- | ---------------- | ------ | ------ | --- |
| 2015             | 2021             | 2015   | 2021     | Jacques Chauvet  |        | DVD    | Conseiller en gestion de patrimoine, 1er adjoint au maire de Gujan-Mestras jusqu'en 2020, conseiller municipal (opposition) depuis 2020 Ancien conseiller général du Canton de La Teste-de-Buch |
| 2015             | 2021             | 2015   | 2021     | Carole Veillard  |        | DVD    | Professeur, Mios |
| 2021             | 2028             | 2021   | en cours | Karine Desmoulin |        | PS     | Assistante de direction, Maire du Teich |
| 2021             | 2028             | 2021   | en cours | Cédric Pain      |        | PS     | Maire de Mios |

### Résultats détaillés

#### Élections de mars 2015
À l'issue du 1er tour des élections départementales de 2015, trois binômes sont en ballottage : Jacques Chauvet et Carole Veillard (Union de la Droite, 40,38 %), Serge Baudy et Karine Desmoulin (Union de la Gauche, 29,49 %) et Daniel Marchadier et Annie Zapata (FN, 25,61 %). Le taux de participation est de 51,1 % (15 355 votants sur 30 049 inscrits) contre 50,54 % au niveau départemental et 50,17 % au niveau national.
Au second tour, Jacques Chauvet et Carole Veillard (Union de la Droite) sont élus avec 43,47 % des suffrages exprimés et un taux de participation de 52,84 % (6 672 voix pour 15 878 votants et 30 049 inscrits).

#### Élections de juin 2021
Le premier tour des élections départementales de 2021 est marqué par un très faible taux de participation (33,26 % au niveau national). Dans le canton de Gujan-Mestras, ce taux de participation est de 32,03 % (11 410 votants sur 35 626 inscrits) contre 33,41 % au niveau départemental. À l'issue de ce premier tour, deux binômes sont en ballottage : Karine Desmoulin et Cédric Pain (PS, 33,4 %) et Jacques Chauvet et Carole Dubois-Veillard (Union au centre et à droite, 19,35 %).
Le second tour des élections est marqué une nouvelle fois par une abstention massive équivalente au premier tour. Les taux de participation sont de 34,36 % au niveau national, 33,6 % dans le département et 32,7 % dans le canton de Gujan-Mestras. Karine Desmoulin et Cédric Pain (PS) sont élus avec 61,13 % des suffrages exprimés (6 622 voix pour 11 652 votants et 35 637 inscrits),,.

## Composition
Le nouveau canton de Gujan-Mestras comprend quatre communes entières.
| Nom                                   | Code Insee | Intercommunalité             | Superficie (km2) | Population (dernière pop. légale) | Densité (hab./km2) | Modifier                                    |
| ------------------------------------- | ---------- | ---------------------------- | ---------------- | --------------------------------- | ------------------ | ------------------------------------------- |
| Gujan-Mestras (bureau centralisateur) | 33199      | CA Bassin d'Arcachon Sud     | 53,99            | 22 643 (2022)                     | 419                | modifier les données · modifier les données |
| Marcheprime                           | 33555      | CA du Bassin d'Arcachon Nord | 24,56            | 5 637 (2022)                      | 230                | modifier les données · modifier les données |
| Mios                                  | 33284      | CA du Bassin d'Arcachon Nord | 137,41           | 11 756 (2022)                     | 86                 | modifier les données · modifier les données |
| Le Teich                              | 33527      | CA Bassin d'Arcachon Sud     | 87,08            | 9 213 (2022)                      | 106                | modifier les données · modifier les données |
| Canton de Gujan-Mestras               | 3314       |                              | 303,04           | 49 249 (2022)                     | 163                | modifier les données                        |

## Démographie
En 2022, le canton comptait 49 249 habitants, en évolution de +14,96 % par rapport à 2016 (Gironde : +6,91 %, France hors Mayotte : +2,11 %).
| 2013   | 2018   | 2022   |
| ------ | ------ | ------ |
| 40 253 | 45 006 | 49 249 |